# Polyplumaria gracilis
Polyplumaria gracilis är en nässeldjursart som först beskrevs av Nikolai Alexsandrovich Naumov 1960.  Polyplumaria gracilis ingår i släktet Polyplumaria och familjen Plumulariidae. Inga underarter finns listade i Catalogue of Life.